# Andrew Sullivan
Andrew Sullivan   (Godstone, 10 d'agost de 1963) és un autor, editor i blogger britànic-americà. Sullivan és un comentarista polític, un antic editor de The New Republic i autor o editor de sis llibres. Va iniciar un bloc polític, The Daily Dish, l'any 2000, i finalment va traslladar el seu bloc a plataformes, com Time, The Atlantic, The Daily Beast i, finalment, un format independent basat en subscripció. Va anunciar la seva retirada dels blocs el 2015. Del 2016 al 2020, Sullivan va ser escriptor en general a Nova York. El seu butlletí The Weekly Dish es va llançar el juliol de 2020.
Sullivan ha afirmat que el seu conservadorisme està arrelat en els seus antecedents catòlics i en les idees del filòsof polític britànic Michael Oakeshott. El 2003, va escriure que ja no era capaç de donar suport al moviment conservador nord-americà, ja que estava descontent amb el continu gir cap a la dreta del Partit Republicà cap al conservadorisme social en temes socials durant l'era de George W. Bush.
Nascut i criat a Gran Bretanya, viu als Estats Units des de 1984 i actualment resideix a Washington, D.C.[8] i Provincetown, Massachusetts. És obertament gai i catòlic practicant.

## Llibres
- Sullivan, Andrew (1995). Virtually Normal: An Argument About Homosexuality Arxivat 2007-09-29 a Wayback Machine.. Knopf. ISBN 0-679-42382-6.
- Sullivan, Andrew (1998). Love Undetectable: Notes on Friendship, Sex and Survival Arxivat 2007-09-29 a Wayback Machine.. Knopf. ISBN 0-679-45119-6.
- Sullivan, Andrew (2006). The Conservative Soul: How We Lost It, How to Get It Back Arxivat 2007-09-13 a Wayback Machine.. HarperCollins. ISBN 0-06-018877-4.